# Naoko Watanabe
Pour l’article homonyme, voir Naoko Watanabe (actrice).
Naoko Watanabe (渡辺菜生子, Watanabe Naoko), née le 22 novembre 1959, à Tōkyō est une seiyū.

## Rôles
- Princesse Sarah : Lottie Legh
- Les Aventures du Bosco : Raby
- Dragon Ball : Puerh
- Dragon Ball Z : Chichi, Puerh
- Dragon Ball GT : Chichi
- Chibi Maruko-chan : Tamae Honami
- Haré + Guu : Guu
- Tales of Destiny : Chelsea Torn
- Saint Seiya : Miho,Fenrir enfant
- Vampire Princess Miyu : Miyu
- Soie de Franck Girard